# Вакар, Ирина Анатольевна
Ири́на Анато́льевна Вака́р (р. 5 апреля 1947) — советский и российский искусствовед, куратор. Исследователь, куратор, эксперт живописи русского авангарда. Старший научный сотрудник Государственной Третьяковской галереи.

## Биография
Ирина Вакар родилась 5 апреля 1947 года.
Старший научный сотрудник Государственной Третьяковской галереи, отдел живописи первой половины XX века. В Третьяковской галерее работает с 1971 года.
Одна из ведущих экспертов живописи русского авангарда. Куратор крупнейших выставок русского авангарда Третьяковской галереи в России и за рубежом. В частности, была куратором выставок «Cubisme — Кубизм — Kubismus. Художественный прорыв в Европе. 1906—1926» (2003), «Петр Кончаловский. К эволюции русского авангарда» (2010), «Борис Григорьев. Живопись, графика» (2011), «Наталия Гончарова. Между Востоком и Западом» (2013—2014).
Участница пресс-конференции в Москве в 2011 году (совместно с Андреем Сарабьяновым и Петром Авеном), на которой было заявлено о примерно 300 подделках Натальи Гончаровой, опубликованных в монографии Эндрю Партона «Гончарова: искусство и дизайн Наталии Гончаровой» и в первом томе каталога-резоне Дениз Базету «Наталия Гончарова: её творчество между традицией и современностью».

## Участие в творческих и общественных организациях
- Член-корреспондент Российской академии художественной критики[6]
- Член Научно-исследовательской независимой экспертизы имени П. М. Третьякова[7]
- Член экспертного совета сайта ARTinvestment.RU[1]

## Куратор выставок
- 2003 — «Cubisme — Кубизм — Kubismus. Художественный прорыв в Европе. 1906—1926», Музей Шпренгеля (Ганновер), Государственная Третьяковская галерея[8][9].
- 2005 — «Бубновый валет»[10]
- 2010 — «Пётр Кончаловский. К эволюции русского авангарда», Государственная Третьяковская галерея[11].
- 2011 — «Борис Григорьев. Живопись, графика», Государственная Третьяковская галерея[12].
- 2013—2014 — «Наталия Гончарова. Между Востоком и Западом», Государственная Третьяковская галерея (совместно с Евгенией Илюхиной)[13][14].